# ویکی‌پدیای بامبارایی
ویکی‌پدیای بامبارایی نسخهٔ زبان بامبارایی وب‌گاه ویکی‌پدیا است.

## تاریخچه
ویکی‌پدیای بامبارایی در ۲۵ اوت ۲۰۱۶، با ۴۶۹ مقاله، در رتبه دویست و شصت و شش ویکی‌پدیاها قرار دارد.